# Société nationale d'exploitation et de distribution des eaux
La Société nationale d'exploitation et de distribution des eaux (arabe : الشركة الوطنية لإستغلال وتوزيع المياه) ou SONEDE est une société tunisienne de droit public à caractère non administratif qui assure la fourniture en eau potable sur tout le territoire tunisien. Créée par la loi nº68-22 du 2 juillet 1968, elle est placée sous la tutelle du ministère de l'Agriculture, des Ressources hydrauliques et de la Pêche.

## Missions

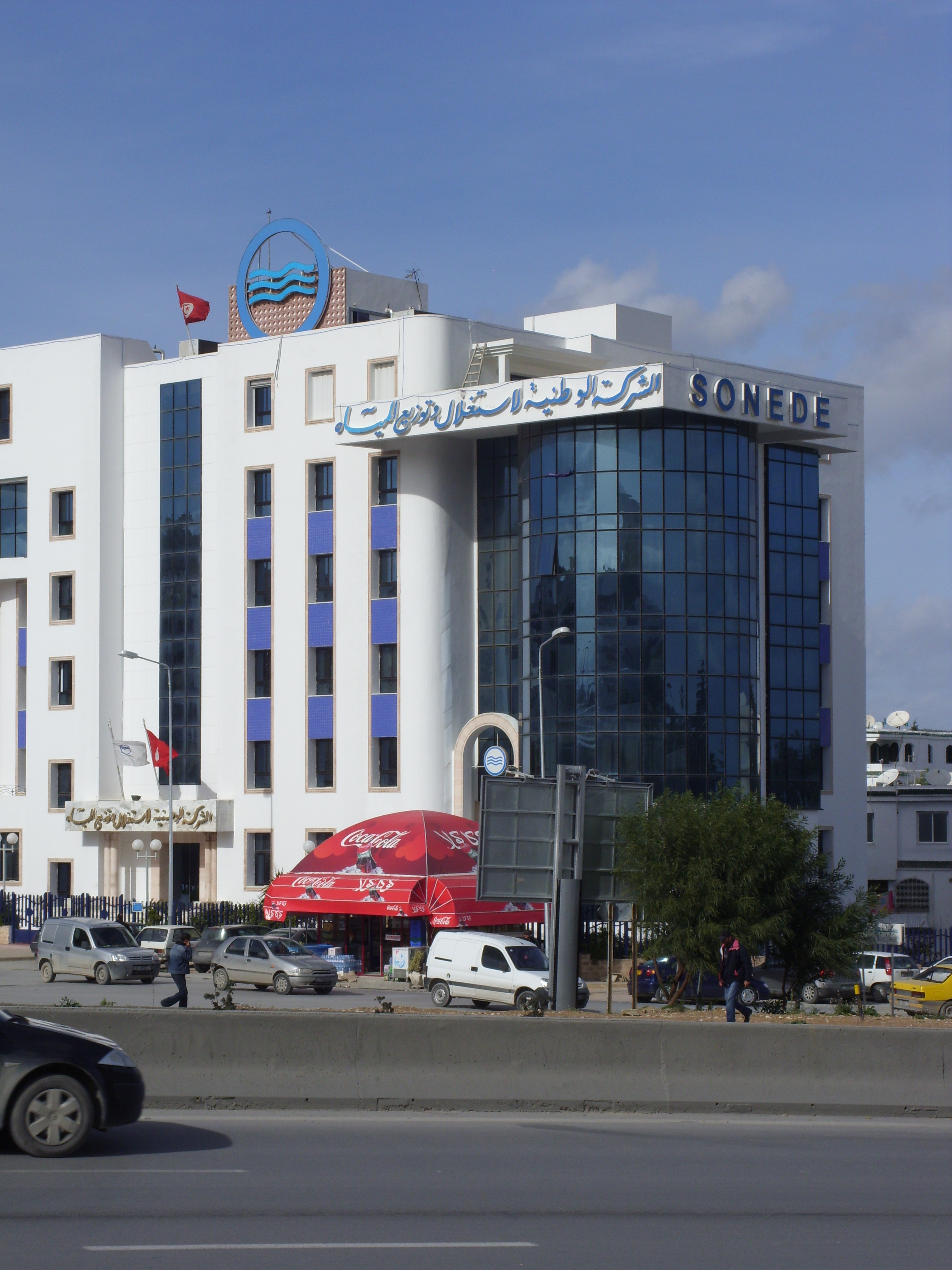
Siège de la SONEDE.

Sa mission principale est la production et la distribution d'eau potable sur l'ensemble du territoire tunisien. Elle est ainsi chargée de l'exploitation et de l'entretien des installations de captage, du traitement et de la distribution de l'eau potable. En 2021, elle gère 3,121 millions d'abonnés alimentés en eau à travers 57 314 kilomètres de canalisations faisant transiter une production d'eau de 779,9 millions de m³.
La consommation spécifique en énergie est de 673 KWH/m3.
La société a investi 391,3 millions de dinars en 2021.

## Direction
En 2014, Saâd Seddik, devenu par la suite ministre de l'Agriculture, des Ressources hydrauliques et de la Pêche, est nommé président-directeur général de la SONEDE, en remplacement de Hédi Belhaj.